# Chris Paul Harman
 (octobre 2013).
Chris Paul Harman est un compositeur de musique classique contemporaine, né à Toronto en 1970. En 1986, il est devenu le plus jeune finaliste à participer au Concours national des jeunes compositeurs de la Société Radio-Canada, à seulement 16 ans. Ses œuvres ont été exécutées par de nombreux ensembles et orchestres au Canada et à l’étranger, y compris par l’Asko Ensemble, l’Orchestre de la radio de Radio-Canada, l’Esprit Orchestra, l’Orchestre symphonique de Montréal, l’ensemble des New Music Concerts, le Noordhollands Philharmonisch, le St. Lawrence String Quartet, l’Orchestre symphonique de Tokyo et le Toronto Symphony Orchestra. Certaines de ses œuvres ont été diffusées dans quelque 25 pays.

## Chris Paul Harman, compositeur
Chris Paul Harman a étudié la guitare classique, le violoncelle et la musique électronique avec, respectivement, Barton Wigg, Alan Stellings et Wes Wraggett, mais c'est en autodidacte qu'il se tourne vers la composition. Ses œuvres ont été exécutées par de nombreux ensembles au Canada et à l'étranger, notamment par l'Asko Ensemble, l'Orchestre de la radio de Radio-Canada, l'Orchestre symphonique de Tokyo et le Noordhollands Philharmonisch. 
Il a également reçu de nombreuses commandes, subventionnées par le Conseil des Arts du Canada, la fondation Laidlaw, le Conseil des Arts de l'Ontario et des fonds privés. C. P. Harman a ainsi composé pour les guitaristes William Beauvais et Sylvie Proulx, le violoniste Jacques Israelievitch, le hautboïste Lawrence Cherney, le Continuum, l’Esprit Orchestra, le Guelph Spring Festival, Musique Canada 2000, l’Orchestre du Centre national des Arts, le duo Sabat-Clarke, la Société de musique contemporaine du Québec, le Standing Wave Ensemble, le Soundstreams Canada, le Winnipeg Symphony Orchestra et la Société Radio-Canada.
Il est professeur adjoint de composition à l'École de musique Schulich de l'Université McGill à Montréal depuis 2005.

## Récompenses
- Finaliste, Société Radio-Canada Concours national des jeunes compositeurs (1986)
- Grand Prix pour Iridescence, Concours national des jeunes compositeurs (1990 - le plus jeune compositeur à recevoir ce prix)
- Premier prix dans la catégorie des compositeurs de moins de 30 ans pour Iridescence, Tribune internationale des compositeurs à Paris, en France (1991 - premier Canadien à recevoir ce prix)
- Recommandation dans l'édition 2004 de la Tribune pour Concerto pour hautbois et cordes
- Mention honorable pour Uta, lors de la Semaine internationale de musique Gaudeamus (2001)
- Prix Jules-Léger et finaliste au Prix de Composition de la Fondation Prince Pierre de Monaco pour Amerika (2001)[6]
- Prix Jules-Léger pour Postludio a rovescio (2007)[6]